# Новокалманка
Новокалма́нка (рос. Новокалманка) — село у складі Усть-Калманського району Алтайського краю, Росія. Адміністративний центр Новокалманської сільської ради.

## Населення
Населення — 584 особи (2010; 838 у 2002).
Національний склад (станом на 2002 рік):
- росіяни — 97 %